# 羅納維爾 (加利福尼亞州)
羅納維爾（英語：Rohnerville）是位於美國加利福尼亞州洪堡縣的一個非建制地區。該地的面積和人口皆未知。

## 地理
羅納維爾的座標為40°34′01″N 124°08′08″W / 40.56694°N 124.13556°W，而該地的平均海拔高度為60米（即197英尺）。